# Gaspard Adolphe Chatin
Gaspard Adolphe Chatin (Isère, 30 novembre 1813 – Les Essarts-le-Roi, 13 gennaio 1901) è stato un medico, micologo e botanico francese.
Egli fu il primo a dimostrare che il gozzo è legato alla carenza di iodio.

## Biografia
Studiò presso la Faculté de Médecine di Parigi conseguendo il dottorato nel maggio del 1840. Nel 1841 fu nominato Amministratore Farmacista dell'Ospedale Beaujon di Parigi e nel 1859, presso l'Hôtel-Dieu de Paris. Insegnò botanica presso l'Ecole Superieure de Pharmacie, che poi diresse dal 1874. Nel mese di aprile 1886 ci furono rivolte studentesche presso la scuola e fu richiesto il suo licenziamento. Si ritirò in agosto 1886 con il titolo di direttore onorario.
Fu membro dell'Académie nationale de médecine (1853) e dell'Accademia francese delle scienze (1874). Fu inoltre membro della Société botanique de France, che condusse nel 1862, 1878, 1886 e 1896. Nel 1878 diventò un ufficiale della Legion d'honneur.
Suo figlio fu il botanico e zoologo Joannes Charles Melchior Chatin (1847-1912).